# بلال بايازيت
بلال بايازيت (مواليد 8 أبريل 1999) هو لاعب كرة قدم هولندي يلعب في مركز حارس المرمى في نادي كايسري سبور.

## وصلات خارجية
- بلال بايازيت على موقع اتحاد تركيا (لاعب) (الإنجليزية)
- بلال بايازيت على موقع قاعدة بيانات كرة القدم.إي يو (الإنجليزية)
- بلال بايازيت على موقع Soccerway.com (الإنجليزية)